# Strawberry Panic!
Strawberry Panic! (ストロベリー・パニック!, Sutoroberī Panikku!) é uma série japonesa de mangá escrita por Sakurako Kimino, que enfoca um grupo de adolescentes que freqüentam três escolas sócias afiliadas no Astraea Hill. Um tema comum em todas as histórias é o íntimo relacionamento lésbico entre as personagens. O artista original era Chitose Maki, que foi sucedido por Namuchi Takumi quando a produção do mangá e do romance leve começou.
O mangá recebeu a adaptação de anime em 2006 com 26 episódios pela Mandhouse licenciada pela Media Blasters. Ainda em 2006 foi produzido um jogo para PlayStation 2 com o nome de Strawberry Panic! Girls' School in Fullbloom baseado no anime pela MediaWorks.

## Sinopse
A história de Strawberry Panic! gira em torno da vida das adolescentes que frequentam uma das três escolas filiadas: Miator, Spica e Lilim. A personagem principal é Aoi Nagisa, uma jovem que é transferida de outra escola para o quarto ano na Miator. No começo do anime ela está entrando no terreno do campus distraída com a beleza do local, mas é surpreendida quando ela acidentalmente tropeça e desce em um colina, fazendo com que fique perdida e desorientada. Enquanto caminhava em volta do terreno tentando descobrir onde ela está, esbarra em Shizuma Hanazono, que depois descobre que é a Etoile, uma pessoa muito importante que atua como mediador entre as diferentes escolas e tem funções específicas que ela deve cumprir. Nagisa fica impressionada com a beleza de Shizuma e permanece imóvel. Após Shizuma lhe beijar a testa, Nagisa desmaia e quando acorda está na enfermaria da escola. Numa cadeira ao seu lado está uma outra menina da mesma idade, Tamao Suzumi, que informa que vão ser companheiras de quarto no dormitório.
No decorrer do anime, Nagisa é apresentada as outras alunas de cada uma das três escolas. A série abrange as relações que as personagens constroem umas com as outras, culminando sempre que dois dos personagens começam a namorar. O foco de Strawberry Panic! é as relações entre as moças das três escolas.

## Personagens
Aoi Nagisa (蒼井渚砂)
Nagisa (dublada por Mai Nakahara), é a personagem principal que é transferida para uma escola só de meninas chamada Academia Miator. A razão pela qual é transferida é porque seus pais viajaram a trabalho e a deixou para trás morando com sua tia que recomendou a escola por ser uma antiga graduada da Miator, a escola mais antiga de Astraea Hill.
Ela tem uma personalidade inocente e muito atrapalhada, geralmente fica em apuros por ser assim. Tem uma facilidade de energizar o ambiente e as pessoas ao seu redor, fazendo com que seja 'diferente' da maioria, também por ser uma das poucas alunas que não seguem totalmente as tradições e costumes da escola, tem um espírito livre e age de acordo com seus impulsos, e não de acordo com os padrões esperados. Sempre quando Nagisa olhava nos olhos de Shizuma Hanazono, ela era incapaz de se mover, como se estivesse paralisada, depois ela se acostuma devido a forte atração que desenvolve por Shizuma, que pode ser o primeiro amor de Nagisa.
Outra característica de Nagisa é que ela é facilmente assustada chegando a tremer com a mínima referência de algo assustador, principalmente fantasmas. Por ela ser assim tende a ser mais infantil do que a maioria das estudantes de sua idade. Ela também tem um grande apetite, especialmente por alimentos doces. Admira as habilidades artísticas dos outros, e ela mesma tem mostrado aptidão para o exercício e ao piano. Sua fraqueza é o francês, pelo qual exige explicações de Miyuki e Shizuma.
Shizuma Hanazono (花園静馬)
Shizuma (dublada por Hitomi Nabatame) é a atual Etoile das três escolas de Astrea, é uma pessoa muito respeitada e querida para a maioria das estudantes. É uma pessoa muito misteriosa e cheia de segredos, sendo assim muito difícil de conhecê-la. A maioria de seus segredos e problemas pessoais estão relacionados ao seu relacionamento anterior com Kaori Sakuragi.
Shizuma é muito hábil no piano e gosta de tocá-lo constantemente. Em todo o anime ela demonstra não gostar de ser Etoile, de modo que ela muitas vezes encontra maneiras de não cumprir seus deveres, para desgosto de Miyuki Rokujo. A única que consegue fazer com que ela retorne a realização de suas funções é Nagisa. Ela também é conhecida por ser muito fluente em francês.
No decorrer do anime, Shizuma desenvolve uma paixão por Nagisa, apesar de inicialmente ver Nagisa como apenas uma menina muito bonita e atraente. Depois de um tempo Shizuma passa a vê-la de forma diferente, exibindo seu lado possessivo muito forte em relação a Nagisa. No início de seu relacionamento com Nagisa, ela só quer tentar substituir o buraco em seu coração, deixado pela sua ex-parceira Etoile e primeiro amor, Kaori, que havia morrido no mesmo ano que foram eleitas a Etoile da Astrea Hill. Porém, no final do anime, após uma série de conflitos de culpa e sua própria auto-descoberta, Shizuma percebe que é verdadeiramente apaixonada por Nagisa.